# Gabriel Pidoux
Gabriel Pidoux est un hautboïste français, lauréat de la Révélation soliste instrumental des Victoires de la musique classique en 2020.

## Biographie
Fils du violoncelliste Raphaël Pidoux et petit-fils du violoncelliste Roland Pidoux, Gabriel Pidoux commence son parcours musical en choisissant de faire du violon. Après un stage, il décide de se reconvertir et commence le hautbois avec Hélène Devilleneuve. Il poursuit son parcours au CNSMD de Paris, au sein duquel il suit les cours de Jacques Tys (nl) et David Walter.
En parallèle des concours auxquels il participe, Gabriel Pidoux étudie les hautbois anciens auprès d'Antoine Torunczyk.
Il co-fonde alors l'ensemble Sarbacanes, qui se spécialise dans la musique du XVIIIe sur instruments d'époque.
Après sa participation au Concours international de Prague, il choisit de se perfectionner aux côtés de François Leleux.
En juin 2020, le hautboïste intègre la fondation Banque populaire, avec l'objectif de faire découvrir son instrument au plus grand nombre. Il réalise dans ce but une vidéo avec France Musique : « Le hautbois comment ça marche ? ».

## Concours et récompenses
Pendant ses études, Gabriel Pidoux participe à plusieurs concours internationaux : IDRS, BeTheOne, Michel Spisak Oboe Competition...
En 2019, il obtient le second prix du Concours international de Prague.
En 2021, il participe à la 75e édition du Concours de Genève.

## Concerts et représentations
Gabriel Pidoux s'est produit en soliste avec le Mozarteumorchester Salzburg, le Hong Kong Sinfonietta, l’Orchestre National de Lille, l’Orchestre de Chambre Nouvelle Aquitaine, l’Orchestre des Pays de Savoie, le RTV Slovenia Symphony, le Prague Symphony Chamber, et au sein d’ensembles tels que Gli Incogniti, l’Orchestre des Champs Elysées ou l’Ensemble Pygmalion.
Avec Sarbacanes, il s'est produit au Festival de Royaumont, à la Folle Journée de Nantes, au Festival de Pâques d'Aix en Provence, à la Philharmonie de Cologne, aux Flâneries de Reims, au Festival de Saint-Céré, aux Musicales de Normandie, au Collegio Ghislieri de Pavie, à La Courroie, au Festival Européen Jeunes Talents, à la Guildhall de Riga...

## Discographie sélective
Gabriel Pidoux joue aux victoires classiques de la musique 2020 :
- 1re romance, Schumann
- Sinfonia de la Cantate BWV 156, Bach

En février 2022, Gabriel Pidoux sort son premier album Romance avec Jorge Gonzalez Buajasan. On y retrouve des enregistrements des Romances de Clara et Robert Schumman, « Trois pièces dans le style romantique » de Léopold Wallner, « Poème » de Marina Dranishnikova et le « Salut d’amour » d’Edward Elgar.